# Utdöd
För andra betydelser, se Utdöd (olika betydelser).
Utdöd (EX) (engelska: extinct) är en eller en grupp av organismer (taxon) som har upphört att existera. De biologiska och ekologiska begreppet syftar oftast på arter. Utdöd är också en bevarandestatus inom Internationella naturvårdsunionens rödlistning. Förhistoriskt liv, exempelvis urtidsdjur, avser organismer som var utdöda innan människan kunde skriva.
Dödsögonblicket för sista individen av ett taxon brukar definiera tillfället när taxon anses utdött, trots att förmågan att reproducera kan ha upphört långt tidigare. Det finns flera orsaker till att det kan vara svårt att exakt avgöra när en art dör ut, och oftast sker det långt senare i efterhand. Omkategorisering från utdöd till exempelvis hotad kan ske när befarat (eftersom ingen har observerat arten under mycket lång tid) utdöda arter plötsligt upptäcks på nytt. Detta fenomen kallas ibland för Lazarustaxon. När större ekosystem dör ut talar man om massutdöende, något som är en relativt ovanlig företeelse. 
Många arter som dör ut hinner aldrig beskrivas av vetenskapen, och därför kan det vara svårt att uppskatta hur många organismer som faktiskt dött ut under historisk tid. Det är däremot uppskattat att 95 procent av alla arter som någonsin har funnits har dött ut.

## Exempel på djur
- Pungvarg[2]
- Dront[3]
- Moafåglar